# مقاطعة ياس-نادكون-سولنك

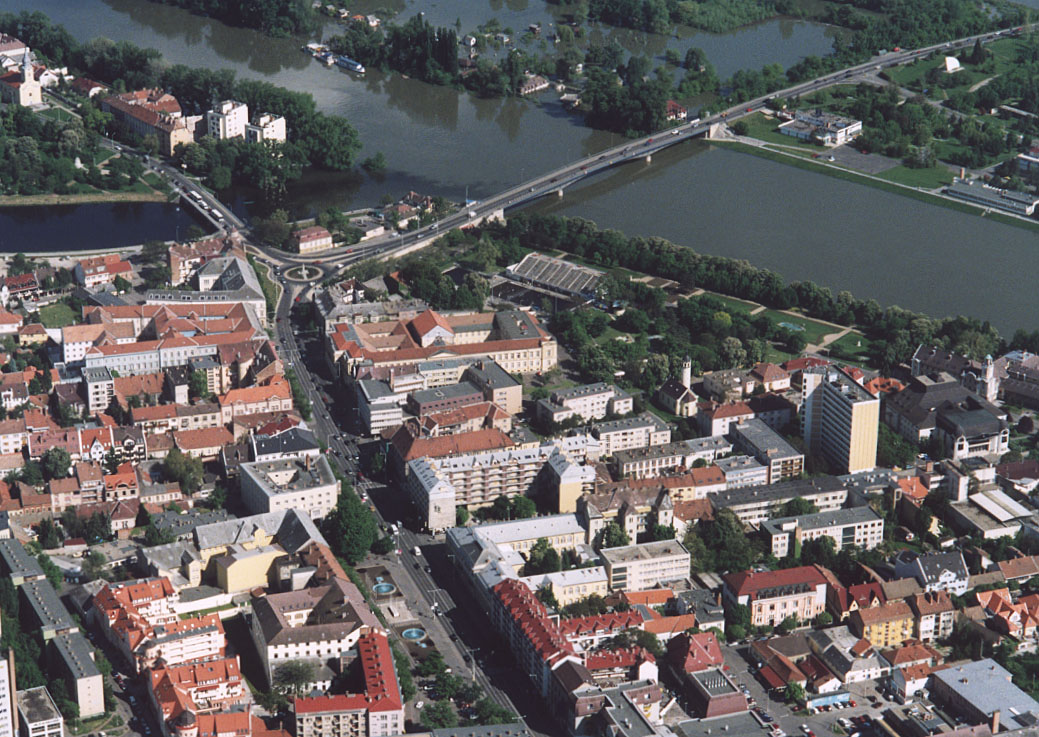
صورة جوية لمدينة سولنك

ياس-نادكون-سولنك (بالمجرية: Jász-Nagykun-Szolnok megye) هي مقاطعة إدارية في المجر. أنها تقع في وسط المجر وتُشارك حدودها مع المقاطعات المجرية بشت، هفش، بورسود-آبائوي-زمبلن، هايدو-بيهار، بكيش، تشونغراد، باتش-كيشكون. النهرين تيسا وكوروس يمران من خلال المقاطعة. عاصمة مقاطعة ياس-نادكون-سولنك هي مدينة سولنك. مساحتها تعادل 5582 كيلومتر مربع. قبل 1990 تقريبا كان اسم المقاطعة سولنك. هي تُشكل منطقة دوناب-كريش-مورش-تيسا الأوروبية.

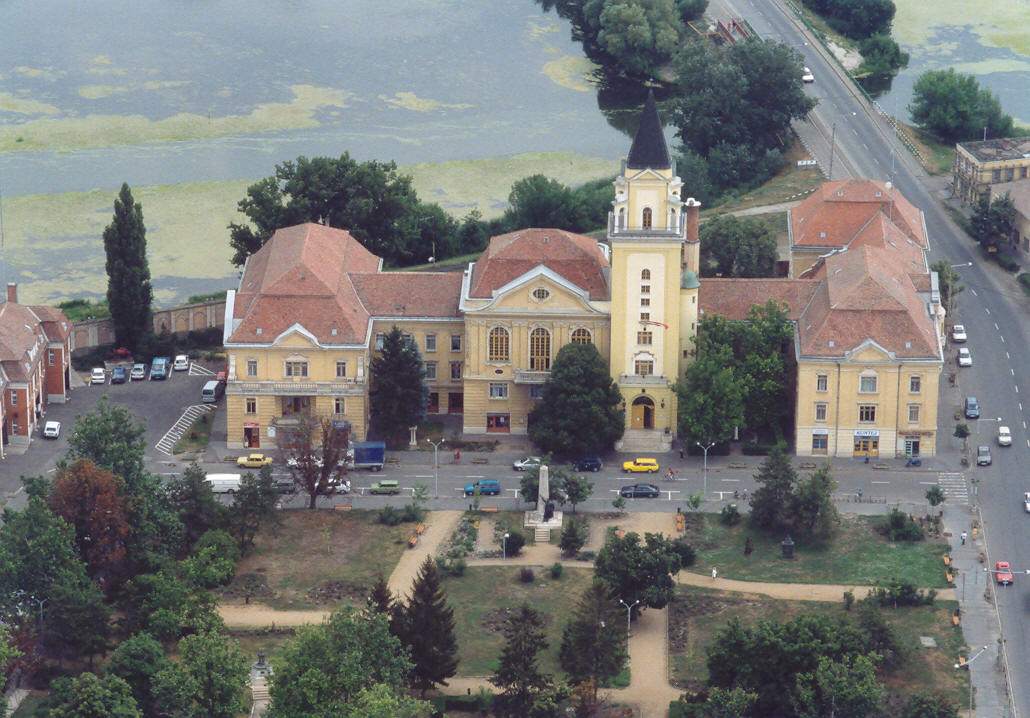
مزيوتور - بلدية - صورة جوية

## معرض صور

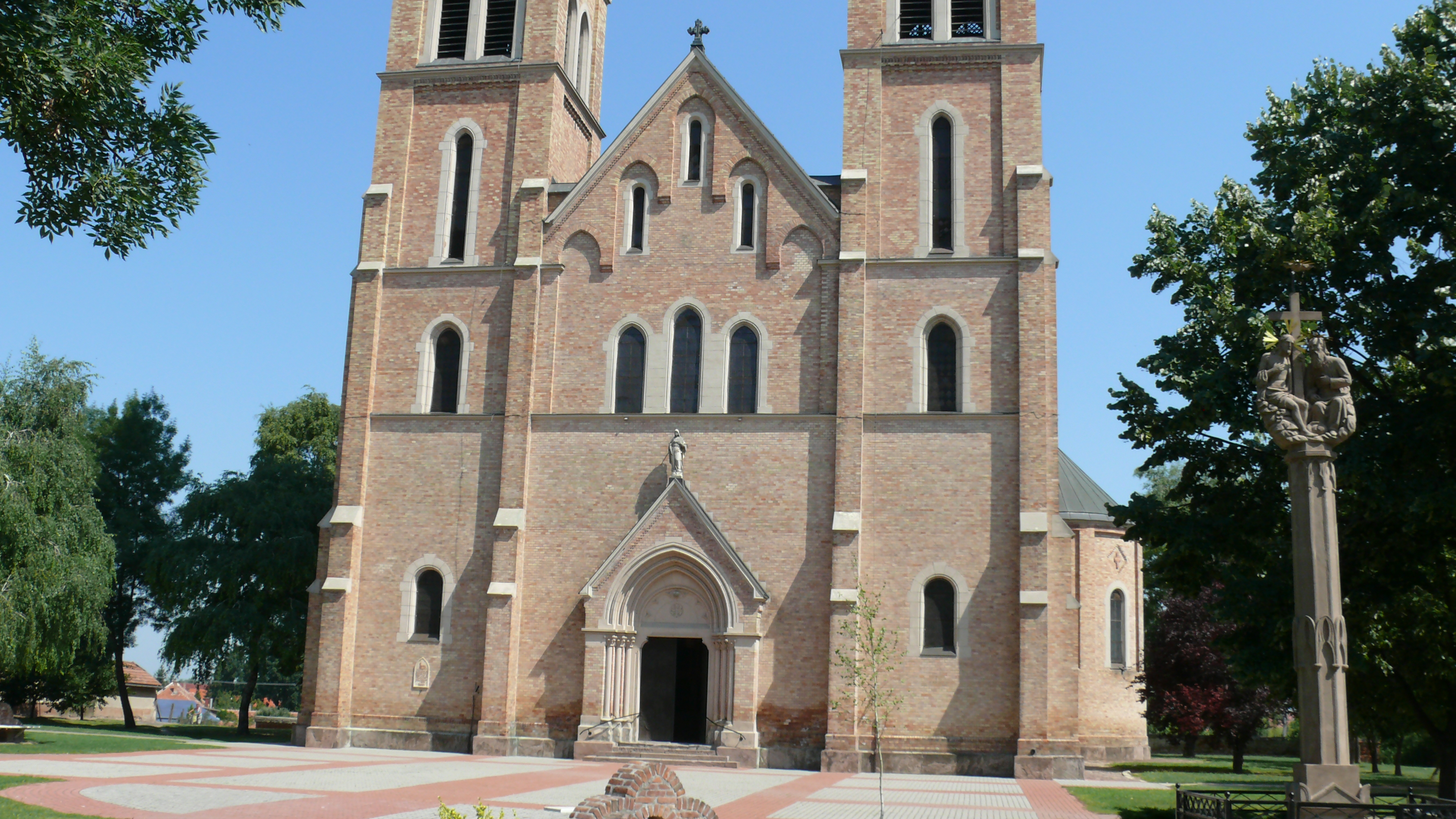
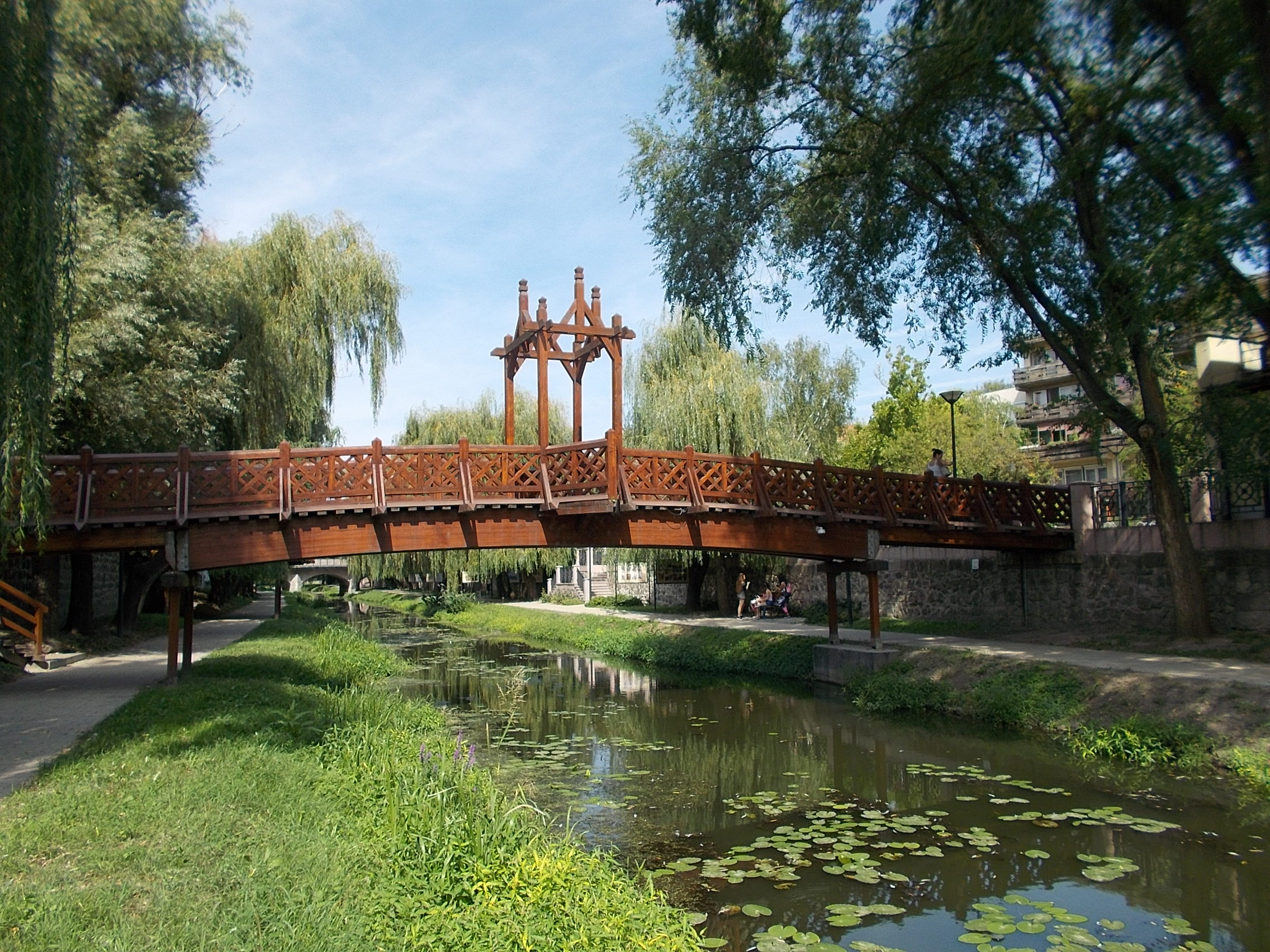
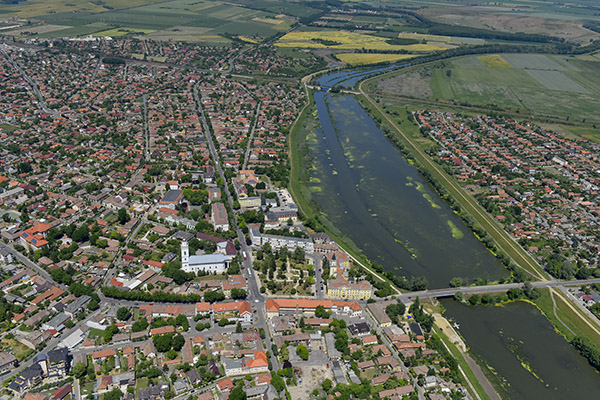
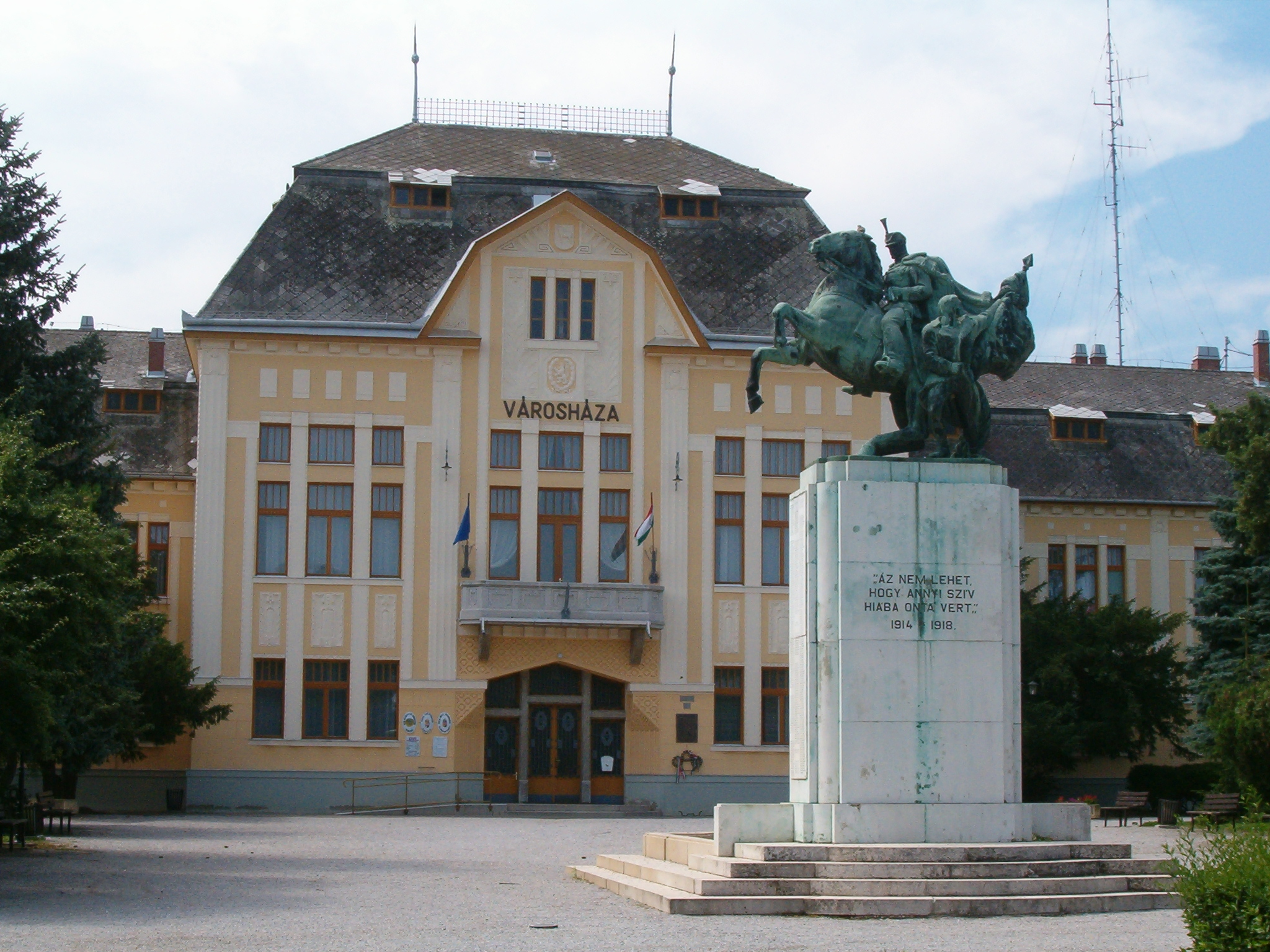